# Конско (община Ресен)
Вижте пояснителната страница за други значения на Конско.
Конско (на македонска литературна норма: Коњско) е село в община Ресен, Северна Македония.

## География
Селото е разположено на юг от град Ресен, на полуостров врязващ се навътре в Преспанското езеро. Самият полустров е поделен териториално между Северна Македония и Албания и границата между двете страни остава в непосредствена близост на селото.

## История
В XIX век Конско е село в Битолска кааза, Нахия Долна Преспа на Османската империя. Църквата „Свети Илия“ е от XIX век, обновена в 1922 година. Според статистиката на Васил Кънчов („Македония. Етнография и статистика“) от 1900 година Койнско има 60 жители, всички българи християни.
Цялото население на селото е гъркоманско под върховенството на Цариградската патриаршия. По данни на секретаря на Българската екзархия Димитър Мишев („La Macédoine et sa Population Chrétienne“) в 1905 година в Конско има 16 българи патриаршисти гъркомани.
Селото не фигурира в преброяване 2002 на Северна Македония.
- „Свети Илия“
- Фрески от пещерната църква „Св. св. Петър и Павел“